# Cucurbita texana
Cucurbita texana — вид квіткових рослин родини гарбузових (Cucurbitaceae). Часто вважається підвидом гарбуза звичайного — Cucurbita pepo subsp. texana. Батьківщиною виду є американський штат Техас, переважно його південно-східний регіон. Трапляється лише в дикій природі. Росте у піщаних руслах річок або поблизу них.